# Ramholz-Tunnel
Der Ramholz-Tunnel (auch: Eveline-Tunnel) ist ein 474 m langer Eisenbahntunnel im Zuge der Bahnstrecke Flieden–Gemünden.

## Geografische Lage
Der Tunnel liegt in der Gemarkung des Stadtteils Ramholz von Schlüchtern, südlich des aufgelassenen Bahnhofs Vollmerz im Bereich von Streckenkilometer 18,1. Er durchstößt den Südhang des Künzbergs (428 m). In unmittelbarer Nähe liegt das Schloss Ramholz.

## Alter Tunnel

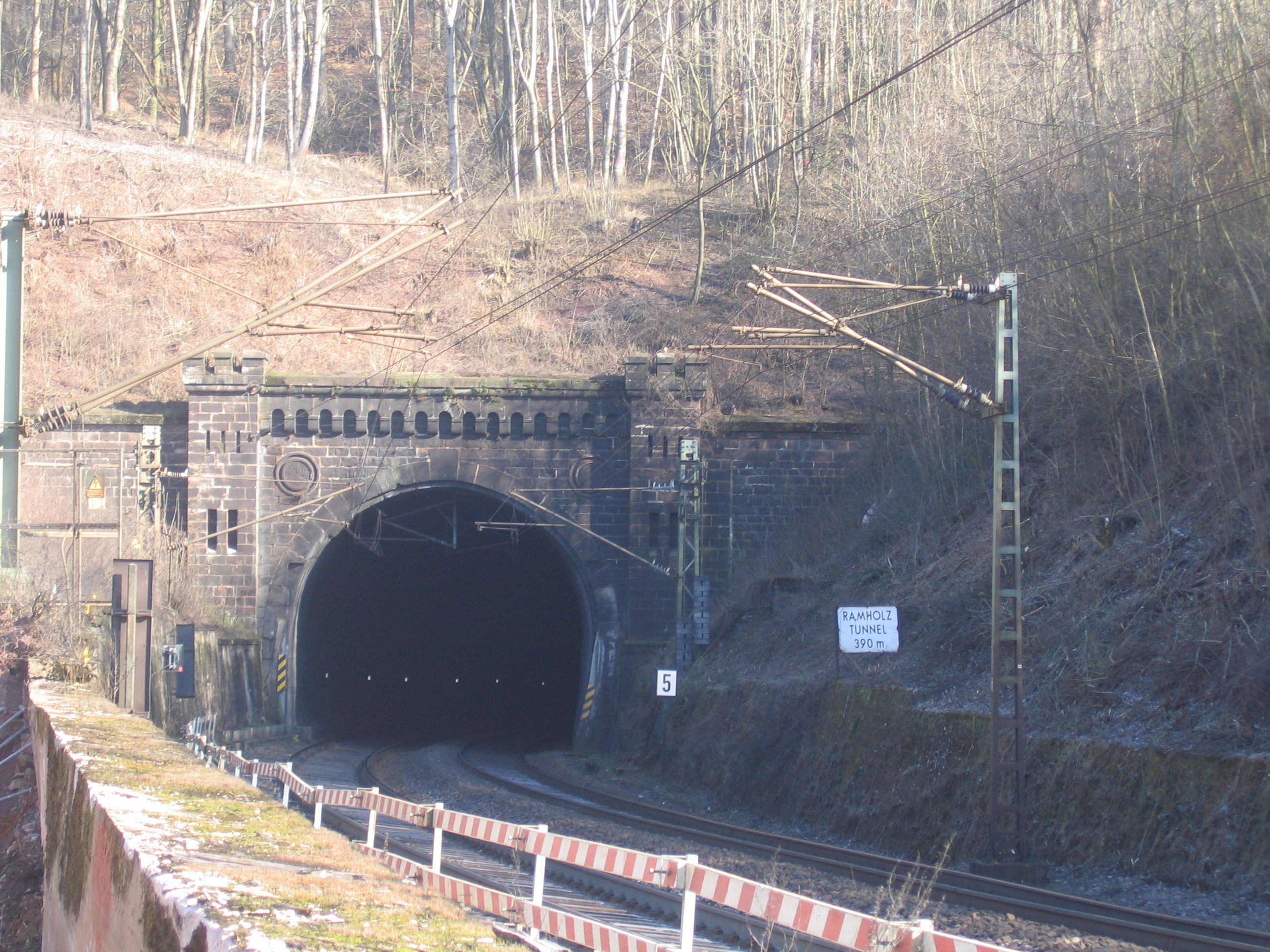
Historisches Südportal des Tunnels

Die Strecke und der erste Ramholz-Tunnel wurden 1870–1872 – zunächst eingleisig – gebaut und eröffnet. Der damals 390 m lange Tunnel musste schon 1906 bis 1909 umfassend saniert werden, die gesamte Innenverkleidung wurde ersetzt. 1936/37 wurden Strecke und Tunnel zweigleisig ausgebaut und 1960 bis 1962 elektrifiziert. Für den Einbau der Oberleitung wurde das Profil des Tunnels erweitert. Mit dem Bau des parallelen neuen Ramholz-Tunnels wurde der alte Tunnel verschlossen. Die neuromanischen Portale blieben bei allen Umbauten weitgehend unverändert und bestehen aus Buntsandstein. Geschmückt sind sie durch Ecktürmchen mit Zinnen, einem Rundbogenfries und in den Zwickeln mit Tondi. Das Bauwerk ist ein Kulturdenkmal aufgrund des Hessischen Denkmalschutzgesetzes. Bei der Verfüllung nach Inbetriebnahme des neuen Tunnels wurden auch die Portale zugeschüttet, eine Öffnung, die Fledermäusen eine Zuflugmöglichkeit gewährt, wurde eingebaut.

## Neuer Tunnel

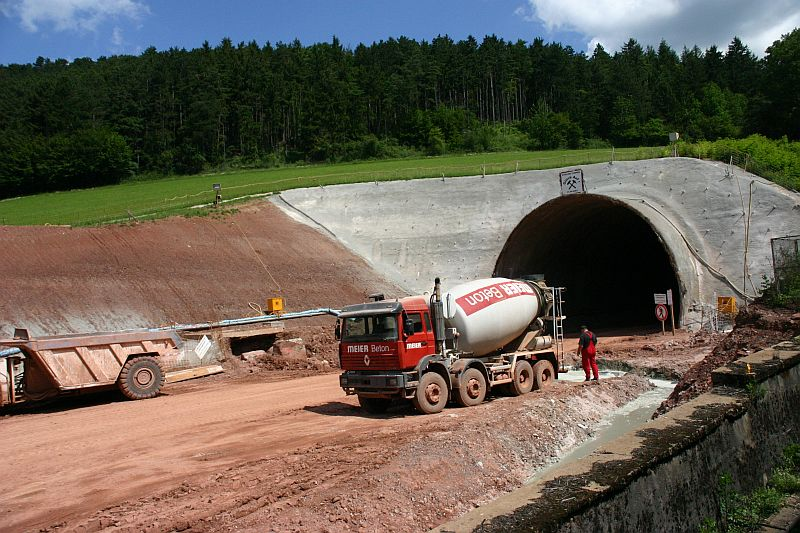
Neues Südportal während des Baus 2007

Da der alte Tunnel Probleme machte und eine weitere Generalsanierung unumgänglich geworden war, entschloss sich die DB Netz AG zu einem parallelen Neubau, was eine längere Beeinträchtigung des laufenden Betriebs vermied. Die Arbeiten begannen im Oktober 2006, der Tunnelanschlag fand am 11. April 2007 statt, der Durchschlag am 6. Juni 2007. Die Arbeit erfolgte überwiegend in neuer österreichischer Tunnelbaumethode. Die Schale besteht aus 25 bis 30 cm starkem Spritzbeton mit einer doppelten Lage Betonstahlmatten, etwa 30.000 m³ Beton und 1.100 t Baustahl.
Die Tunnelröhre verläuft – wie beim alten Tunnel – S-förmig. Im Juni und Juli 2008 konnten die beiden Streckengleise nacheinander an den neuen Tunnel angeschlossen werden. Der Bau kostete etwa 30 Mio. Euro.